# 4534 Rimskij-Korsakov
A 4534 Rimskij-Korsakov (ideiglenes jelöléssel 1986 PV4) a Naprendszer kisbolygóövében található aszteroida. Nyikolaj Sztyepanovics Csernih fedezte fel 1986. augusztus 6-án.